# Věž sv. Jana (Amposta)

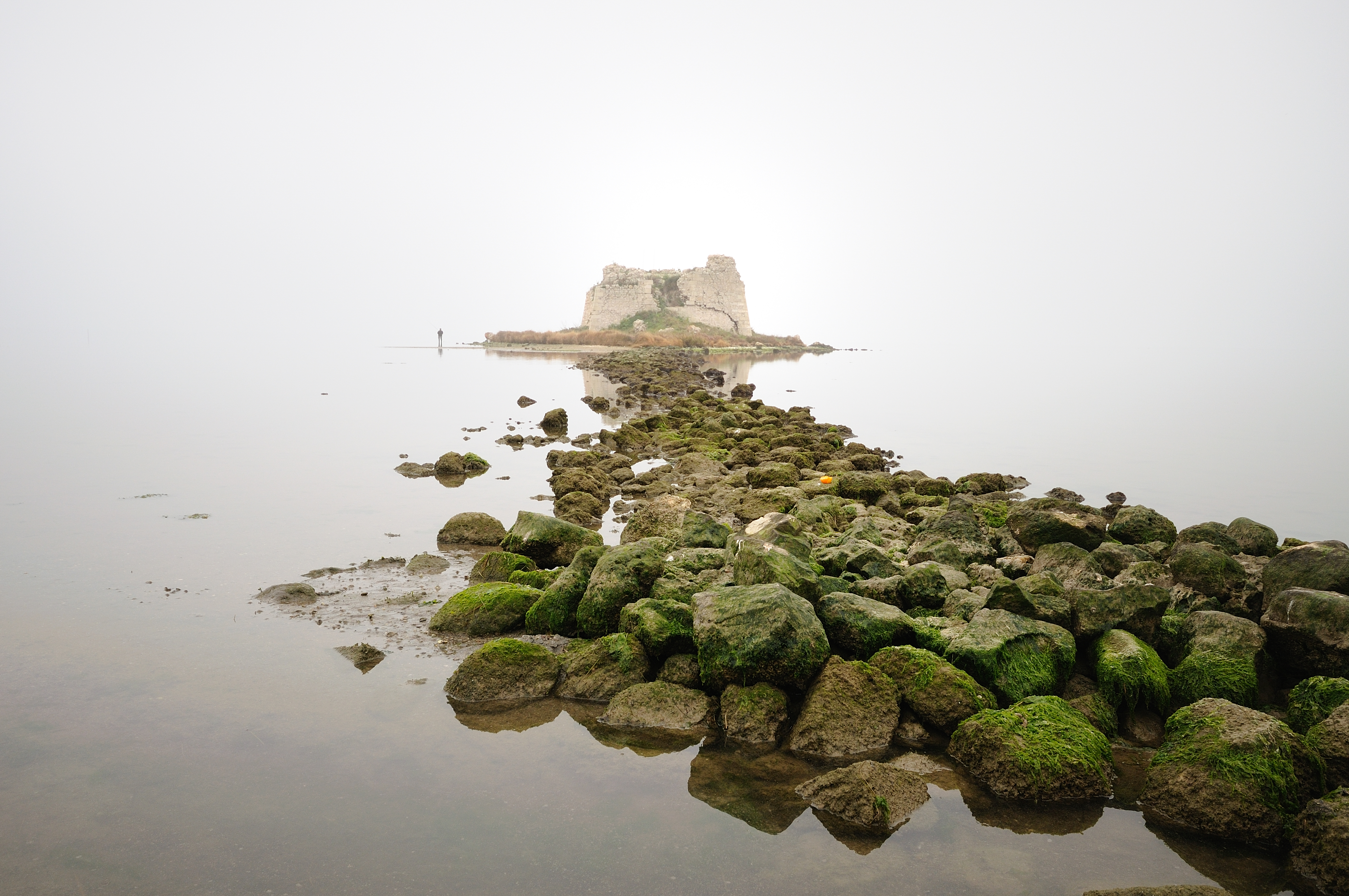
Torre de Sant Joan

Věž sv. Jana (katalánsky: Torre de Sant Joan) je stará obranná věž v okrese Amposta ve Španělsku. Byla vybudována v roce 1576 z nařízení Filipa II. jako obrana proti útokům saracénských pirátů. V současné době je věž ve špatném stavu s napůl zborcenými zdmi.
Roku 1949 byla prohlášena španělskou kulturní památkou.